# Phalloceros caudimaculatus
O barrigudinho ou guaru  (Phalloceros caudimaculatus) é uma espécie de peixe nativo do sudeste do Brasil, norte da Argentina, Uruguai e Paraguai (importante salientar que outros pequenos peixes também são popularmente chamados de barrigudinho e guaru, como Poecilia reticulata, apesar de serem espécies totalmente diferentes).
Foi introduzido na Austrália, Malawi e Nova Zelândia ; principalmente para o controle de mosquitos, mas também através do escape do comércio de aquários. Tem sido relatado como tendo efeitos ecológicos adversos em áreas onde foi introduzido. As fêmeas desta espécie crescem até um comprimento total de 6 cm, enquanto os machos permanecem menores.

## Origens
Esta espécie é originária da América do Sul. É principalmente um peixe de água doce e se desenvolve melhor em áreas com baixo fluxo de água. No entanto, é extremamente adaptável e pode prosperar em uma infinidade de ambientes alterados. Por exemplo, embora prefira temperaturas entre 16 °C e 22 °C, pode sobreviver até 30 °C (86 °F)  e até 5 °C (41 °F) . A espécie também apresenta alta fecundidade.
O barrigudinho foi uma das primeiras espécies de sua família, os Poeciliidae, a serem criados para uso em aquários. Os ecologistas também tentaram usar os peixes como controle do mosquito; entretanto, a dieta diversificada do peixe mosquito afetou sua eficácia como espécie de controle. O peixe mosquito pode comer uma variedade de organismos diferentes, incluindo algas.

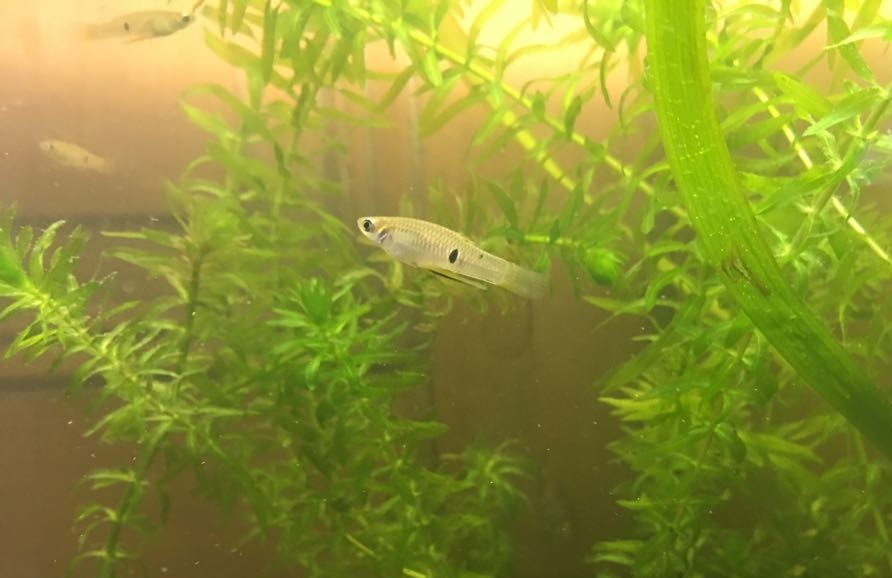
As cores selvagens da espécie

## Papel como espécie invasora
O barrigudinho foi introduzido em uma variedade de ecossistemas, tanto por aquaristas quanto como controle de pragas de mosquitos. A área de Nova Gales do Sul, da Austrália foi a mais afetada por sua presença. Ele se reproduz e se espalha bem no inverno, quando há um maior fluxo de água. Ecologistas australianos tentaram conter essa disseminação matando-os com rotenona ; no entanto, a infestação persiste. Esta espécie é mais provável de ser encontrada em áreas rasas com vários níveis de vegetação, como lagoas locais.
O impacto ecológico do barrigudinho na Austrália é considerável. Sua dieta afetou populações de peixes nativos e não nativos. Um exemplo seria a espécie não nativa Gambusia holbrooki . Ele tem características semelhantes às do barrigudinho, como uma alta taxa reprodutiva e uso para controle de mosquitos. No entanto, sua população na Austrália diminuiu desde a introdução do barrigudinho.
Além disso, esse barrigudinho também afetou a cadeia alimentar, pois se tornaram presas de espécies nativas de pássaros.